# Saint-Hilaire-de-Brethmas
Saint-Hilaire-de-Brethmas este o comună în departamentul Gard din sudul Franței. În 2009 avea o populație de 4.160 de locuitori.

## Evoluția populației
| An        | 1975  | 1982  | 1990  | 1999  | 2006  | 2009  |
| --------- | ----- | ----- | ----- | ----- | ----- | ----- |
| Populație | 2.761 | 2.843 | 3.470 | 3.619 | 4.257 | 4.160 |